# Richardson Hitchins
Richardson Hitchins est un boxeur américain né à Brooklyn le 26 septembre 1997.

## Carrière
Passé dans les rangs professionnels en 2017, il devient champion du monde des poids super-légers IBF le 7 décembre 2024 après sa victoire aux points contre Liam Paro. Hitchins conserve son titre le 14 juin 2025 en battant par arrêt de l'arbitre au 8e round George Kambosos Jr.

## Référence
1. ↑  (en) Liam Paro vs. Richardson Hitchins (boxrec.com)